# Júlio Valente Liciniano
Júlio Valente Liciniano (em latim: Iulius Valens Licinianus), chamado Valente Sênior (em latim: Valens Senior) na História Augusta,  foi um usurpador do século III contra Décio (r. 249–251), um dos Trinta Tiranos da História Augusta.

## Vida
Liciniano era um senador em Roma que, ao obter apoio do senado, tentou dar um golpe contra o imperador Décio (r. 249–251) quando estava ausente da capital em 250, segundo Aurélio Victor. Seu golpe, porém, é suprimido em poucos dias, talvez por Valeriano. De acordo com a História Augusta, era um dos Trinta Tiranos e tio ou tio-avô de Valente Tessalônico, que subleva em 261 contra Galiano (r. 253–268). A obra implica que se revolta na Ilíria, mas foi morto dias depois. Tal alegação, contudo, se pensa como uma confusão entre ele e Tito Júlio Prisco, outro rebelde.